# 蓋瑞·葛林戴華德
蓋勒·葛林戴華德（約1883年－1998年3月）是J.K.羅琳小說《哈利波特》系列中的虛構人物。他是一名黑巫師，根據麗塔·史譏推出的相關未經授權的傳記——《阿不思·鄧不利多的生平與謊言》，他在超強黑巫師佛地魔崛起前榮登「史上最強黑巫師」的名單中的首位。
葛林戴華德曾就讀於德姆蘭魔法與巫術學院，但後來因進行過於危險而邪惡的黑魔法實驗而遭學校開除。16歲的他後來到高錐客洞拜訪其姑婆芭蒂達·巴沙特，並跟她一起待了整個夏季，因此他結識到年輕的阿不思·鄧不利多，這兩名擁有天賦及才華的巫師瞬即成為了情侶。葛林戴華德跟鄧不利多計劃利用死神聖物的力量來領導巫師世界的革命，以及推翻《國際保密法》、建立一個由智慧和強大的男女巫師領導的新全球秩序。後來他捲入了跟阿不思與阿波佛的三方對決中，導致鄧不利多兄弟之胞妹阿蕊安娜·鄧不利多的死亡後，兩人的關係就此結束並分道揚鑣。葛林戴華德離開了英國後，他從著名魔杖製造師葛果羅威（Gregorovitch）那裡盜取了被譽為魔法力量最強的接骨木魔杖，並開始獨自完成曾經與鄧不利多一起計劃的那場革命。
葛林戴華德是一個複雜的人物，他具備天賦才華，同時也非常理想主義，他會不惜一切代價實現自己的目標。他在法律之外實現其改革，並跟其追隨者一起犯下累累的罪行，包括多宗謀殺案。他的暴行肆虐美國以至歐洲，並最終在歐洲大陸中部興建了一座堡壘（紐蒙迦德）作為其權力基礎。1945年，已經處於權力的頂峰的葛林戴華德由於對巫師世界為禍太甚，使鄧不利多不得不站出來跟他進行了一場終極決鬥並最終把他擊敗。葛林戴華德隨後被關進了自己所建造的堡壘中。數十年後的1998年，佛地魔來到紐蒙迦德尋找接骨木魔杖的下落時，葛林戴華德因拒絕向他提供信息，結果遭到佛地魔殺害。
在《哈利波特》系列中，他的名字首次出現於第一集小說中——哈利·波特生平獲得的第一張巧克力蛙巫師卡片上被提及，該卡片背面所記載的是阿不思·鄧不利多於1945年擊敗黑巫師葛林戴華德的事蹟。此角色在電影中直至《死神的聖物1》才再次被提及，當中他作為了鄧不利多背景故事的重要部分。

## 生平

### 哈利·波特出生前
生於1883年左右的蓋勒·葛林戴華德曾就讀於當時以容許黑魔法而聞名的德姆蘭魔法與巫術學院，並深受與實力和黑暗相關的學校文化的所影響。葛林戴華德是一個很有才華，並且很有吸引力的巫師，其迷人的個性與「快樂狂放」的性格讓他跟許多人一樣感受到黑魔法的吸引。在學時期的他對歷史、傳說與魔法器物的力量深感興趣，這讓他迷上了死神聖物，他甚至將死神聖物的標誌作為代表自己的符號。由於該校的文化容許學習黑魔法，所以當葛林戴華德致力於進行黑魔法研究時，並未曾遭到校方的阻攔；然而直到他16歲那年（1899年），他的那些實驗幾乎導致他的一些同學死亡，德姆蘭的師長終於無法對他進行危險而邪惡的實驗視若無睹後便把他開除，而其頑皮的性格以及對於規則制度的蔑視也可能為德姆蘭把他開除提供了一定程度的助力。葛林戴華德於離校前，他於德姆蘭的一堵牆上留下了死神聖物的標誌。
離開了德姆蘭後，葛林戴華德的動向相當神秘，根據可考證的相關記錄僅能推測他「花了幾個月的時間遊歷各地」以繼續進行研究，對死神聖物深感興趣的他為了探索其信息從而前往英國到高錐客洞調查皮福雷三兄弟（死神聖物的原有主人）的墳墓，他先拜訪其姑婆——著名的魔法史學家芭蒂達·巴沙特，並跟她一起生活。葛林戴華德在那裡遇上了當時剛成為孤兒的年輕鄧不利多，並跟他成為了好朋友，後來更跟他建立了一段浪漫關係。這兩個年輕巫師互相認識後因彼此有著共同的文化、理想與抱負而擦出了火花。他們顯然越走越近，彼此發展出柏拉圖式的情感。後來兩人計劃建立一個新的世界秩序——一個由巫師統領全人類，並把麻瓜置為奴隸的計劃，在那裡巫師會「為了更遠大的利益（For the Greater Good）」而統治麻瓜，這句話後來成為了葛林戴華德作為他在恐怖統治期間所犯下的暴行開脫的藉口。兩人計劃共同努力尋找死神聖物，他們還鎖定了死神聖物作其首要目標，葛林戴華德除了希望奪取接骨木魔杖外，更想奪取重生石籌組其陰屍大軍以征服世界，然而葛林戴華德所構思的「偉大計劃」跟鄧不利多只希望保護所愛的動機截然不同...... 後來鄧不利多更為了照顧年幼的弟妹而擱置了二人走訪世界的計劃。
該系列作者羅琳於問答環節裡暗示聲稱，鄧不利多曾經愛上葛林戴華德，因此讓他「失去了道德指標」，然而她並沒有說明這些感情是否得到了回報。儘管此事後來於《怪獸與牠們的產地》系列電影中得到澄清，葛林戴華德確實回應了這些感受，口頭上得到證實。然而，阿不思的弟弟阿波佛反對這些計劃，因為他擔心兩人的雄心壯志會讓自己跟鄧不利多兄弟那曾經受創且殘疾的妹妹—阿蕊安娜·鄧不利多遭到遺棄，因此嚴厲地斥責哥哥既忽略家庭也不照顧胞妹，並跟葛林戴華德發生衝突。後來爭論以阿不思、阿波佛與葛林戴華德三人的決鬥告終，決鬥中意外發出的魔咒最終波及他人，導致無意中介入的阿蕊安娜意外被殺。葛林戴華德因害怕遭到報復而逃跑，因此他跟鄧不利多的關係就此結束，二人分道揚鑣。
其後，葛林戴華德從著名魔杖製造師葛果羅威（Gregorovitch）那裡把接骨木魔杖盜走，從而成為其中一件死神聖物的主人。他獲得接骨木魔杖的強大力量並從此為禍一時，他隨後犯下了許多可怕的行為，包括殺害了維克多·喀浪祖父在內的許多人，同時以死神聖物的標誌作為自己的記號來征服世界，在避開英國的同時恐嚇著歐洲的巫師世界。據透露，葛林戴華德的行為造成了許多人死亡，並對德姆蘭的學生造成了極大的影響，其中包括了維克多·喀浪。
葛林戴華德崛起後，鄧不利多由於害怕面對其妹的死亡以及可能是他自己意外把她殺死這一事實，而葛林戴華德一直無法面對他的昔日好友兼戀人，使雙方推遲了幾年後才再次會面。這兩位巫師都非常聰明，戰鬥技巧也十分高超，然而葛林戴華德對巫師世界為禍太甚，使鄧不利多不得不出面對付他。當他們的對戰最終要發生的時候，據那些目擊事件的人後來說，沒有其他巫師決鬥能與之匹敵。當時擁有據稱無與倫比的接骨木魔杖之葛林戴華德最終在傳奇般的決鬥中敗給了鄧不利多。自從鄧不利多戰勝葛林戴華德後，接骨木魔杖的忠誠因此轉向鄧不利多那裡，而被擊敗的黑巫師最終被關押於自己建造的紐蒙迦德監獄最頂層的牢房裡。他一直呆在那裡，在監獄的蹂躪下變得憔悴無牙，直至佛地魔因尋找死神的聖物——接骨木魔杖而來到那裡。面對著同樣強大的佛地魔，葛林戴華德毫不畏懼並迎接死亡的來臨，並告訴他指自己從未擁有過魔杖，憤怒的佛地魔把他殺死了。若非佛地魔橫空出生，葛林戴華德肯定是巫師世界的首席黑巫師。

### 哈利·波特系列
葛林戴華德的名字首次在第一輯小說及電影裡被提及，當時哈利·波特獲得他生平第一張巧克力蛙巫師卡片，巧克力蛙卡片的正面是阿不思·鄧不利多，而背面上所記載的是簡略地記載著了他於1945年把葛林戴華德擊敗的事蹟。此角色在電影中直至《死神的聖物1》才再次被提及，當中他作為鄧不利多背景故事的重要部分。
在《死神的聖物》裡，由麗塔·史譏所撰寫其相關傳記《鄧不利多的人生與謊言》，才逐漸揭開葛林戴華德與鄧不利多的過去。在小說中的一章《國王十字車站》裡，哈利向鄧不利多暗示，葛林戴華德通過向佛地魔撒謊以阻止對方闖進鄧不利多的墳墓並拿走接骨木魔杖，他可能一直在試圖彌補他的罪行。佛地魔為了取得接骨木魔杖而找上了葛林戴華德，而葛林戴華德寧死也不肯透露接骨木魔杖已獲鄧不利多取得一事，結果於牢房裡遭到佛地魔的殺害，哈利認為這是葛林戴華德為了保護鄧不利多所作出的舉動。電影與小說有所不同的是，葛林戴華德向佛地魔透露了接骨木魔杖的下落。

### 怪獸系列前傳
葛林戴華德也有出現於怪獸系列電影中，首兩輯由尊尼·特普飾演其角色。在該電影系列的故事情節中，葛林戴華德與鄧不利多於他們年輕的時候就立下了永不傷害彼此的血盟，葛林戴華德在尋求間接殺死其前度情人的手段時把它置於一個小瓶裡。他首次出現於《怪獸與牠們的產地》中，儘管在故事的大部分時間裡他偽裝成哥連·費路所飾演的美國正氣師波西瓦·葛雷夫，同時他正尋找一名闇黑宿主，後來他得知那就是魁登斯·巴波。
葛林戴華德在《怪獸與葛林戴華德之罪》中，他透過向魁登斯和奎妮·金坦保證他會告訴魁登斯的真實身份（據說是阿不思和阿波佛失散多年的兄弟阿留思·鄧不利多），以及告訴奎妮可以自由地嫁給她的麻瓜未婚夫雅各·科沃斯基。
並設法操縱著二人以保證他們會站在他的一方。占美·金寶·鮑華在一個簡短的回憶場景中也再次扮演了該少年版本的角色。2020年11月，尊尼·特普因其個人法律糾紛應華納兄弟一方要求辭演該角色。當月晚些時候，據報指麥斯·米基辛正在就第三輯電影中葛林戴華德一角取代戴普進行早期談判。2020年11月25日，華納兄弟正式宣布米基辛將接替戴普演出該角色。在取代戴普的時候，米基辛指出複製戴普對葛林戴華德「大師級精湛」的描繪將會是一種「創造性的自殺」，他經已發展出自己對這個角色的理解，並承認在戴普的演出與自己的演出之間需要一座「橋樑」，他從早期的電影開始就是特普的粉絲。
在《怪獸與鄧不利多的秘密》裡，葛林戴華德試圖當選成為國際巫師聯合會的最高領袖。他讓國際巫師聯合會現任最高領袖（兼德國魔法部部長）安東·沃格爾赦免他的罪行並讓他晚點參與投票。後來他向一隻死去的麒麟（承認心靈純潔的人）施展魔法向他鞠躬以動搖巫師群眾投票選他。他成功地做到了這一點，直到他的詭計被魁登斯·巴波和紐特·斯卡曼德揭穿，而經已去世麒麟的活著妹妹誕生並出現了。當新的投票開始之時，她首先向阿不思·鄧不利多鞠躬，然後向巴西女巫維森西婭·桑托斯鞠躬，後者當選為新一屆的讓國際巫師聯合會現任最高領袖。葛林戴華德試圖殺害魁登斯，但鄧不利多擋下了咒語，血盟也因此在咒語的交匯中被打破了。格林德沃和邓布利多被传送到了另一个维度，短暂的决斗后陷入僵局，他们的魔杖互相抵着头，手放在对方的心脏上。邓布利多转身背对着伤心欲绝的格林德沃。格林德沃痛苦地提醒邓布利多，除了他，没有人能够完全理解和爱他。在众人围攻他的时候，格林德沃宣称自己过去不是、现在也不會是他们的敌人，然后从鹰巢城外的岩架上跳下，幻影移形逃走了。

## 人物性格與特徵

### 名字的來源
- 蓋勒·葛林戴華德（Gellert Grindelwald）中的「蓋勒（Gellert）」是源於匈牙利語的「Gerard」，後者源自日耳曼語的「ger（矛）」和「hard（勇敢、頑強）」。聖蓋勒（St. Gellert）是一個出生於意大利，並在匈牙利工作的傳教士與殉道者[13]。
  - 在古德語中，「Grindel」意為「閃電」，在拼寫上也和傳說中被貝奧武夫打敗的妖怪格倫戴爾很像；「Wald」在德語中意為「森林」的意思，而葛林戴華德（Grindelwald）也是位於瑞士的一個滑雪勝地的名字。「Grind」在德語中也可以指為「grinsen」，即咧嘴或燦爛的笑容。單詞「grindel」或「grendel」出現在包括英語在內的許多日耳曼語系的早期語言中。
  - 在古英語中，「Grindan」意為「磨碎」，進一步引申為「破壞者」，即磨碎別的東西的人；「grindel」在中古英語中的意思為「憤怒」。
  - 在古斯堪的納維亞語中，「grindill」取自「風暴」，也可以指「咆哮」，或者發出響亮的、令人恐懼的吶喊聲。
  - 在丹麥傳說中，「Grendel」是一頭可怕和殺人的人形怪物。它後來被斯堪的納維亞英雄貝奧武夫擊敗，這一事跡也在同名的中世紀故事中被記錄了下來。
- 蓋勒特山是一座位於匈牙利布達佩斯，俯瞰著多瑙河的高山。蓋瑞山是以聖吉拉（英语：Saint Gerard）而命名，後者從這座山上被扔下去而摔死。著名的蓋勒特酒店和蓋勒特浴場就位於山腳下的蓋瑞廣場。蓋勒特山洞位於山中，面向著蓋勒特酒店與多瑙河。
- 有趣而純屬巧合的是，蓋瑞（Gellert）這個名字跟格雷特（Gelert）這個名字很像，後者是北威爾斯傳說中（有現實依據）一條忠狗的名字。根據當地的神話，格雷特是盧埃林王子最忠實的伴侶，但被誤認為是殺害王子的嬰兒（王子的繼承人）的罪魁禍首。牠的「墳墓」是英國格溫內思郡貝德格勒特（字面意思是格雷特的墳墓）的一個景點，這一傳說也在該地區流行。

### 外觀上
葛林戴華德有著一頭金髮，眼睛呈藍色，他於年輕的時候還有一張「快樂狂放」的臉，哈利·波特認為那是「一種弗雷與喬治方式之惡作劇成功的得意神態」。
當佛地魔在紐蒙迦德的頂層牢房中找到了他的時候，當時他即將走到生命盡頭，那時葛林戴華德年老的身體經已非常虛弱，十分瘦弱得像骨架一般。他的面孔變得像骷髏一樣，雙眼深陷於眼窩中，而他的牙齒幾乎掉光了。

### 性格上
葛林戴華德具有魔法的天賦才華，而且非常聰明，年輕時的他是個傑出而讓人著迷的巫師，大多數遇見他的人都這樣認為——就連阿不思·鄧不利多本人也承認葛林戴華德非常迷人，甚至愛上了他。這也成為了鄧不利多從一開始便對葛林戴華德的危險魔法行為睜一眼閉一眼的原因之一。葛林戴華德為人很理想主義，後來進展至殘酷的程度；脾氣也不好——當阿波佛反對他跟阿不思的計劃，並試圖說服其兄長放棄時，葛林戴華德便「失去了控制」，以酷刑咒擊中阿波佛；後來當葛林戴華德與紐特·斯卡曼德決鬥時，他迅速就制服了對手，但他選擇以魔杖尖端發射的閃電折磨他們，而非直接把他們殺死。
葛林戴華德具天才級的智慧和冷酷無情的個性，他為人高度以自我為中心，他認為阿不思是與自己平等的，也會讚揚默然者魁登斯，然而對於那些水平低於自己的人幾乎沒有興趣與耐心，就如沒那麼有才華與智慧的阿波佛和精神失常的阿蕊安娜，葛林戴華德會對二人不屑一顧。反之，他夠發現那些具天賦才能的人之能力，並跟他們建立起緊密的聯繫，就如魁登斯那樣。他能表現出極強的操控能力，讓他發現的那些具天賦才能的人為他所用，就如他以別人從未嘗試過的方法來引誘魁登斯，聲稱能幫助他重新融入魔法社會，使魁登斯被他無情地利用，即使在魁登斯以默然者的狀態變得十分危險之時，他還是嘗試繼續利用對方。此外，葛林戴華德在認為魁登斯不再有利用價值後便無情地把他拋棄，並錯誤地把他當作爆竹，並在魔法國會主席決定讓正氣師們消滅他的時候表現出極大的憤怒。
葛林戴華德對自己的行為也有一定程度的約束，至少他能理解死亡對別人造成的影響。例如，在他跟鄧不利多兄弟進行的決鬥導致阿蕊安娜的死亡後，他害怕得逃走；當他希望擁有接骨木魔杖時，他並沒有殺死葛果羅威，而只是單純的把他擊昏，這說明他並不希望以殺戮作為達成目的之手段。他可能也考慮到，若他把葛果羅威殺掉了的話，那麼巫師們就會更加相信葛果羅威之前聲稱自己擁有接骨木魔杖的說法，因為這種魔杖主人的變更方式跟傳說中所述的一樣。此外，他拒絕向佛地魔透露任何有關接骨木魔杖的信息，部分原因是為了阻止佛地魔闖進鄧不利多的墳墓，又或是由於悔恨而希望作出彌補。當然，他也可能只是想嘲諷佛地魔。
作為一個激進的精英主義者，他能夠為了實現目標而精心編制計劃，並能精確模仿並偽裝美國魔法國會魔法安全主管和魔法執行部司長的正氣師博知維·格雷維斯而不讓人懷疑。葛林戴華德是個極端的理想主義者，他認為只要達到了其遠期目標，即使犧牲上百無辜者也變得無關緊要。事實上，葛林戴華德的理想主義甚至促使他在紐約撕破偽裝，直接表達對隱藏魔法世界的厭惡，並開始襲擊那些剛才攻擊過魁登斯的正氣師。在被紐特·斯卡曼德制服以後，葛林戴華德仍舊對自己的行為無動於衷，囂張地質疑美國魔法國會主席能否關得住自己。
葛林戴華德在被擊敗後，他對事情的觀點可能發生了一些轉變，並後來對自己之前所犯的罪行產生了悔恨。當手無寸鐵的葛林戴華德在被囚禁的牢獄中面對著唯一比他強大的黑巫師—佛地魔時，他完全看不起佛地魔，他把對方看成是個力量強大的白痴，根本完全不知道甚麼是重要。他顯然在漫長的牢獄生涯中失去了求生的意志，他也知道自己必死無疑，但他還是公然挑釁並嘲諷佛地魔，刺激對方把自己殺死。事實上，這也顯露出了其年輕時候「快樂狂放」的性格，從葛林戴華德最後對佛地魔所說的話中，能夠看出他已經看透生死，並認為「死亡不過是另一場偉大的冒險」，就如他的舊友阿不思·鄧不利多一樣。

### 魔法技能
葛林戴華德在學期間就已表現出其非凡的天賦，成年後更是如此。他的魔法能力可以跟阿不思·鄧不利多與佛地魔相媲美。在佛地魔崛起之前，他被認為是有史以來最強大的黑巫師。作為接骨木魔杖的前主人，葛林戴華德的魔法能力在這種魔法物品的強大力量之下得到進一步的提升。即使他盡力抑制自己的能力，並使用博知維·格雷維斯的魔杖時，葛林戴華德依舊是足夠強大和危險的巫師。
- 魔法天賦：葛林戴華德於德姆蘭學院就讀時就經已是一個很有才華，技藝精湛的學生，跟阿不思·鄧不利多不相伯仲，這也使這兩名年輕人能成為朋友。年輕的葛林戴華德讓歐洲的大多數巫師感到恐懼，直到最後一場傳奇決鬥中被舊友鄧不利多擊敗。雖然葛林戴華德於決鬥被打敗，並失去了接骨木魔杖，但當時的決鬥持續了很長時間，並且正處於巔峰時期的鄧不利多也僅僅「略勝一籌」。除此之外，葛林戴華德還對魔法有著深入的認識和理解，他會嘗試理解所有與之相關的一切。這也讓他在晚年面對佛地魔時，仍然能夠以從容不迫的態度嘲笑他。在他看來，佛地魔只不過是一個具有強大魔法力量的白痴而已；此外，葛林戴華德還成為了接骨木魔杖的主人，直至跟鄧不利多的決鬥中才失去它。這表明葛林戴華德比佛地魔能更好地理解魔杖的原理，因為佛地魔從未真正地擁有過它。
- 天資聰穎：葛林戴華德不僅是一個強大的巫師，還擁有難以置信的智慧。他跟阿不思·鄧不利多差不多聰明，而鄧不利多則被認為是霍格華茲最優秀的學生。事實上，葛林戴華德跟鄧不利多的才華是互補不足的。根據芭蒂達·巴沙特的說法，就算鄧不利多整天都在跟葛林戴華德進行智慧的碰撞，他有時仍會以貓頭鷹給葛林戴華德送來一封信，把自己最新的想法於第一時間告訴他[3]。成年之後，葛林戴華德能夠為了達到其目的而精心設計了一套複雜的計劃，比如抓住美國魔法國會（MACUSA）主席皮奎利的左右手—博知維·格雷維斯，並假借其身份潛入美國魔法國會。除此之外，他還能夠完美地模仿格雷維斯的美國口音，並履行他的各項職責。在此期間，他還在尋找默然者的真實身份而沒有引起周遭其他人的懷疑。
- 領導能力：在葛林戴華德的領導下，其巫師軍隊於歐洲發動了持續多年戰爭，設法推翻《國際巫師聯合會保密法》；而且他能夠發現那些具天賦才能的人之能力，其極強的操控能力，讓被他發現的那些具天賦的人為他所用。
- 個人魅力：葛林戴華德於年輕的時候已很容易就能操控別人。他成功吸引到阿不思·鄧不利多的注意並跟他成為好友，他們一起尋找死神聖物，並策劃發動巫師革命，直至阿波佛站出來阻止阿不思；在假裝為博知維·格雷維斯期間，他還成功騙取得魁登斯·巴波的信任，並利用他尋找默然者的下落；他成功作為魁登斯心目中的導師，並以虛情假意的信任與支持來控制魁登斯；葛林戴華德也成功召集了一批狂熱的追隨者，他們在葛林戴華德的領導下在歐洲進行了長達數年的恐怖統治，並試圖推翻《國際巫師聯合會保密法》。
- 應變能力：葛林戴華德成功地隱藏其真實身份，以博知維·格雷維斯的身份滲透進MACUSA，他完美地模仿博知維的性格特徵，並能夠代他履行各項職責而不被發現。
- 魔咒：葛林戴華德能夠熟練地運用魔咒。阿不思·鄧不利多曾指葛林戴華德在不需要隱形斗篷也能夠施展幻身咒讓自己隱形：葛林戴華德能夠施展強大的幻身咒來達到這樣的狀態，而這是十分困難的技巧，更何況是葛林戴華德於17歲的時候就已經能夠做到。因此，隱形斗篷對於葛林戴華德來說是死神聖物中他最不感興趣的一件，繼續尋找它只是為了集齊三件傳奇文物而已；葛林戴華德的鐵甲咒也十分強大，面對大量正氣師施展攻擊魔法的時候仍舊能夠抵禦魔法攻擊；此外，葛林戴華德也懂得使用酷刑咒，他曾對阿波佛、紐特與麻瓜雅各·科沃斯基身上使用；他也懂得使用氣象咒，他曾使用來擊倒所有飛天掃帚上的正氣師。
- 變形學：葛林戴華德精通變形學，包括人體變形，他能夠不需要變身水的情況下也可以變成任何人，他能夠長時間偽裝成博知維·格雷維斯而不會引起懷疑[18]。
- 決鬥經驗：葛林戴華德是個經驗豐富的決鬥者。他在德姆蘭就讀期間已全面地學習了各式戰鬥魔法，從而讓他的潛質與能力互相匹配，能夠成為一個自信、專注、有條理而且多才多藝的巫師。儘管他能夠使用魔法造成巨大破壞，但他更願意使用傳統而正式的方式跟對手進行對抗，以「更公平的戰鬥」擊敗對手。他對魔咒的熟練程度是顯而易見的，他會輕易地以魔法進行反擊，並消磨對方的意志，在報復之前先讓他們敬畏自己強大的力量。青年時期的他能夠憑著其一己之力跟阿不思與阿波佛兩人同時進行決鬥，並在歐洲大陸實行恐怖統治時殺害大量巫師；他能夠迅速擊昏葛果羅威從而成為接骨木魔杖的主人；在偽裝成為博知維·格雷維斯期間，他跟紐特·斯卡曼德和蒂娜·金坦的每場一對一的決鬥中勝出，能夠輕易的制服兩人，甚至能輕易跟多名訓練有素的MACUSA正氣師戰鬥。最終，葛林戴華德甚至能夠與正處於巔峰時期的阿不思·鄧不利多進行決鬥，兩人的對決被認為是魔法歷史上最偉大的一場決鬥。然而，儘管葛林戴華德當時擁有被譽為無與倫比的接骨木魔杖，但他還是無法戰勝阿不思，阿不思於事後指自己比葛林戴華德「略勝一籌」。
- 魔法史：葛林戴華德對魔法石與魔法傳奇故事有著很深的了解，特別是關於死神聖物與魔杖學的部分，例如他知道死神聖物中隱形斗篷的原擁有人—伊諾特·皮福雷被埋葬於高錐客洞。
- 占卜學：葛林戴華德是個先知[19]，他可以預知未來麻瓜世界將爆發二戰；巫師世界中，他預見到強大的默然者跟魁登斯·巴波有所關聯。不過，他在這一領域上並非專家，因為他從一開始便錯誤地解讀這個預言，並認為魁登斯能夠幫助他找到那個孩子，而沒意識到魁登斯就是那個孩子；但需要注意的是，魁登斯是唯一已知活過10歲的默然者，因此葛林戴華德可能還沒法預見到這一點。
- 黑魔法：學生時代的葛林戴華德就經已對黑魔法極具天賦和興趣。他在德姆蘭就讀時曾經在自己同學的身上進行與黑魔法有關的實驗。儘管他很年輕，然而他的實驗幾乎都是致命的。他的行為最終使學校對他無法容忍而把他開除。成年後的葛林戴華德幾乎涉足了黑魔法的各個領域，並在佛地魔出現之前位列古今最危險的黑巫師名錄上的首位。葛林戴華德善於使用酷刑咒，他也曾在阿波佛身上使用這個咒語。葛林戴華德後來在偽裝成博知維·格雷維斯的時候，他還曾經使用該咒語折磨紐特·斯卡曼德。
- 治療魔法：葛林戴華德對治療魔法有著一定的了解，他能僅僅透過觸碰就能夠治癒魁登斯·巴波手上的傷痕。
- 現影術：葛林戴華德可以在任何反現影術的地方使用它。
- 鎖心術：葛林戴華德是一個出色的鎖心者，其鎖心術的強大程度就連在破心術上具有高深造詣的黑巫師佛地魔也無法看透他的思想，因此無法得到協助對方找到接骨木魔杖的信息；在偽裝成博知維·格雷維斯的時候，他能夠完全隱藏自己的真實想法，就連擅長破心術的奎妮·金坦也無法把他識破。
- 無杖魔法和無聲咒語：葛林戴華德對於用無杖魔法和無聲咒語十分擅長，這兩者即使是單獨使用也是十分高深的魔法。葛林戴華德經常把兩者同時使用，這更加顯現葛林戴華德的魔法實力。他能夠僅僅通過手勢就產生強大的衝擊波，或者以它壓制住他人。例如，他只招了招手，就能夠從紐特手中把其魔法行李箱奪走，並同時奪走了他的魔杖。他還能夠通過觸碰的方式，治療魁登斯手上的傷痕。

## 擁有的資產
- 葛林戴華德的魔杖：其最初的魔杖為15英寸的接骨木魔杖，其杖芯為騎士墮鬼馬尾毛。該魔杖在他奪得接骨木魔杖之前使用。他曾以這根魔杖在德姆蘭學院的牆壁上刻下死神聖物的標誌，並利用它跟阿不思、阿波佛進行三方決鬥。
- 接骨木魔杖：葛林戴華德從葛果羅威手中奪得這根魔杖，但最終在跟阿不思·鄧不利多的終極決鬥中失去它。
- 葛林戴華德的項鍊：那是一串帶有死神聖物標誌的項鍊，葛林戴華德把它交給了魁登斯·巴波，讓他能夠通過觸碰的方式召喚自己。
- 博知維·格雷維斯的魔杖：葛林戴華德在偽裝成博知維·格雷維斯的時候，葛林戴華德曾經使用對方的魔杖。

## 其他資訊
- 根據《哈利波特》作者J.K.罗琳在一則訪問中的表示鄧不利多確實是一名雙性戀者，鄧不利多與葛林戴華德之間存在戀人的關係[20][21]。2016年罗琳在《怪獸與牠們的產地》的電影改編計畫表示，鄧不利多與葛林戴華德之間的往來恩怨將會於這個系列得到展現[22]。
- 羅琳於2007年表示，她希望在故事裡安排麻瓜世界戰爭進行的同時，還有一場全球性的巫師戰爭正在進行，所以故事裡葛林戴華德在1945年被擊敗並不是個巧合[23][24]；在現實中的那一年納粹德國戰敗、阿道夫·希特勒自殺。
- 在哈利波特系列電影中，由傑米·坎貝爾·鮑爾與麥可·伯恩（英语：Michael Byrne (actor)）分別飾演少年及老年的葛林戴華德。
- 在前傳怪獸與牠們的產地系列電影中，繼續由傑米·坎貝爾·鮑爾飾演少年時期，而由強尼·戴普飾演中年的葛林戴華德[25]。強尼·戴普在與羅琳討論劇本後，很快構思出該角的形象，是「反社會份子、詩人及搖滾巨星」形象的結合體；在他的提議下，電影中的葛林戴華德有著異色的雙眼，以象徵該角的兩面性格[26]。導演大衛·葉慈指出葛林戴華德與佛地魔是兩個截然不同的反派，「如果與佛地魔持不同意見，他會立刻殺了你，但是葛林戴華德能在五分鐘內說服你放棄立場，加入他的陣營」[27]；此外葉慈亦指出：「葛林戴華德代表了人类历史的阴暗一面」[28]。在該系列中飾演魁登斯的演員伊薩·米勒則表示：葛林戴華德和歷史上許多獨裁者都有共同點[29]。
- 2018年7月，為宣傳該系列電影的第二集《怪獸與葛林戴華德的罪行》，強尼·戴普以葛林戴華德的造型在聖地牙哥動漫展上發表短暫的演說[30]。
- 2020年11月，华纳兄弟宣布丹麦影星麦斯·米科尔森将在《怪獸與鄧不利多的秘密》中顶替強尼·戴普，饰演盖勒特·格林德沃；后者因为个人丑闻被华纳兄弟要求辞演。